# Санди-Ноллс
Са́нди-Но́ллс (англ. Sandy Knolls, дословно «песчаные холмы, бугры») на Южном острове Новой Зеландии — посёлок округа Селуин в регионе Кентербери, расположен в 5 километрах к северо-западу от Роллстона, в 6 километрах к юго-западу от Уэст-Мелтона, в 25 километрах к западу от Крайстчерча.

## История
История посёлка связана с деятельностью Кентерберийской ассоциации в регионе Кентербери. Во второй половине XIX века Кентерберийская ассоциация проводила распределение землевладений для ведения сельского хозяйства; здесь находились участки 26 и 114.
В разное время Санди-Ноллс назывался по-разному: Санди-Ноулс (англ. Sandy Knowles), Ленд-Ноулс (англ. Land Knowles), и так далее. Существует мнение, что там когда-то жил человек по имени Александр Ноулс (англ. Alexander Knowles). Тем не менее, скорее всего железнодорожная станция и посёлок были названы так ввиду наличия песчаных кочек, имеющихся там вблизи русла реки Уаимакарири.
Участок 26, у реки, был взят в аренду Аугустусом и Чарльзом Персиваль (англ. Augustus and Charles Perceval) 7 сентября 1851 года. Вскоре они получили и участок 114, расположенный дальше на равнине, неподалёку от нынешней железнодорожной ветки. После того как была оформлена аренда, братья Персиваль передали оба участка Е. М. Темплеру. Есть мнение, что Джордж Дункан Локхарт (англ. George Duncan Lockhart), живший в то время в поместье Коринга (англ. Coringa) неподалёку от Крайстчерча, был партнёром Темплера и совместно с ним арендовал Санди-Ноллс. Позже Локхарт стал совладельцем участка Хакатарамеа (маори Hakataramea) в округе Уаитаки. Около 1854 года Темплер продал Санди-Ноллс Томасу Роули, который к 1858 году развёл здесь около 2300 овец на площади в 6070 гектар. В 1863 Дж. Т. Форд (англ. J.T. Ford) купил Санди-Ноллс для Чарльза Рида (англ. Charles Reed) и эти земли стали частью имения Трезиллиан (англ. Tresillian).

## Транспорт
Дорога Санди-Ноллс-роуд соединяет посёлок с городком Бёрнхем на юге и с шоссе 73 на севере, по Рейлуэй-роуд можно попасть в Роллстон на юго-востоке.
Железнодорожная станция Санди-Ноллс на ветке Midland Line функционировала с октября 1899 года до 1 марта 1970 года.